# Sainte-Marie-du-Bois, Mayenne
Sainte-Marie-du-Bois är en kommun i departementet Mayenne i regionen Pays de la Loire i nordvästra Frankrike. Kommunen ligger i kantonen Lassay-les-Châteaux som tillhör arrondissementet Mayenne. År 2022 hade Sainte-Marie-du-Bois 228 invånare.

## Befolkningsutveckling
Antalet invånare i kommunen Sainte-Marie-du-Bois
| Referens: INSEE |